# Autodesk Inventor
Program Autodesk Inventor je parametrický 3D CAD modelář od společnosti Autodesk – výrobce proslulého programu AutoCAD. Slouží pro strojírenské navrhování 3D digitálních prototypů. Inventor nabízí pro uživatele velmi intuitivní nástroje pro 3D návrhy strojírenských součástí a sestav. Z nich následně velmi jednoduše vytvoříte výkresovou dokumentaci s množstvím různých pohledů, řezů, detailů a samozřejmě řádně okótovanou.
Vše je asociativní, tudíž jakmile zeditujete příslušný díl dané sestavy, tak se zaktualizuje i chování sestavy a její výkresová dokumentace. Své strojírenské modely si můžete následně i odsimulovat a zjistit tak, jestli váš návrh nemá nějaké vady, které je potřeba opravit ještě před samotnou výrobou.

## Funkce
Inventor obsahuje funkce pro adaptivní a parametrické 3D navrhování, tvorbu 2D výkresové dokumentace, prezentace a fotorealistické vizualizace a animace, i správu dokumentů a konstrukčních dat. Funkce původní české aplikace Mechsoft Profi nyní tvoří základ pro Inventorem podporované modelování řízené fyzikálními vlastnostmi konstruovaného výrobku – tzv. „funkční navrhování“.
Základ konstruování v Inventoru tvoří součásti (parts, IPT), jejichž geometrie může být odvozena od parametrických 2D náčrtů (sketch). Tyto součásti pak mohou být kombinovány a vázány různými typy vazeb do sestav (assembly, IAM). Při změně kóty, parametru nebo geometrie automaticky přegenerována a aktualizována celá 3D sestava, včetně její výkresové dokumentace (pohledy, řezy, detaily, kusovníky). Vedle standardních nástrojů pro tvorbu objemových a povrchových 3D modelů obsahuje Inventor rovněž funkce pro modelování plechových součástí, svařence, ocelové konstrukce. Modul Inventor Studio nabízí pokročilé renderování a animace. Vestavěná SQL databáze „Obsahové centrum“ obsahuje statisíce normalizovaných součástí (vč. ISO, DIN, ANSI) pro použití v sestavách Inventoru.
Pro tvorbu výkresové dokumentace nabízí Inventor 2D funkce podobné programu AutoCAD a výkresy zpracovává ve formátu DWG (nebo IDW). Pracuje i s datovými CAD formáty řady dalších 3D aplikací. Publikuje rovněž výkresy a modely do formátu DWF, DWFx (2D/3D), USD a PDF (2D/3D).
Autodesk Inventor je licencován formou předplatného (subscription, např. roční) nebo pomocí tzv. Flex tokenů (podle skutečného použití, pay-per-use). Studentská verze je zdarma.

## Verze
Autodesk Inventor dnes existuje ve verzi Inventor Professional (AIP). Ta obsahuje i funkce pro pevnostní výpočty (MKP/FEM), potrubní systémy, kabelové svazky, dynamické simulace a generativní navrhování. Inventor je také součástí konstrukční sady Autodesk Product Design & Manufacturing Collection, která navíc obsahuje další aplikace a moduly Inventoru - například programy AutoCAD, AutoCAD Mechanical, Fusion 360, 3ds Max, Autodesk Vault (síťová správa dokumentů), Inventor Nastran (MKP simulace), Inventor Tolerance Analysis, Inventor Nesting (optimalizace skládání tvarů), popř. další aplikace. Omezenou verzí Inventoru určenou pro parametrické modelování součástí byl Inventor LT (jeho vývoj byl ukončen). Pro CAM funkce je určen Inventor CAM (dříve HSM). Základní CAM funkce Inventoru jsou k dispozici ve volně dostupném modulu Inventor CAM Express.
Historie:
- Inventor 1 „Mustang“ 9/1999
- Inventor 2 „Thunderbird“ 3/2000
- Inventor 3 „Camaro“ 8/2000
- Inventor 4 „Corvette“ 12/2000
- Inventor 5 „Durango“ 9/2001
- Inventor 5.3 „Prowler“ 1/2002
- Inventor 6 „Viper“ 10/2002
- Inventor 7 „Wrangler“ 4/2003
- Inventor 8 „Cherokee“ 10/2003
- Inventor 9 „Crossfire“ 7/2004
- Inventor 10 „Freestyle“ 4/2005
- Inventor 11 „Faraday“ 4/2006
- Inventor 2008 „Goddard“ 4/2007
- Inventor 2009 „Tesla“ 3/2008
- Inventor 2010 „Hopper“ 3/2009
- Inventor 2011 „Sikorsky“ 3/2010
- Inventor 2012 „Brunel“ 3/2011
- Inventor 2013 „Goodyear“ 3/2012
- Inventor 2014 „Franklin“ 3/2013
- Inventor 2015 „Dyson“ 3/2014
- Inventor 2016 „Shelby“ 4/2015
- Inventor 2017 „Enzo“ 3/2016
- Inventor 2018 „Elon“ 3/2017
- Inventor 2019 „Zora“ 4/2018
- Inventor 2020 „Senna“ 3/2019
- Inventor 2021 „Ada“ 3/2020
- Inventor 2022 „Ren“ 4/2021
- Inventor 2023 - 4/2022
- Inventor 2024 - 3/2023